# Mascara
Mascara er et kosmetikprofukt, der som udgangspunkt bruges til at mørkne, lysne eller farve øjenvipper. Produktet kan ligeledes bruges til at fortykke, forlænge eller fremhæve øjenvipper.

## Historie
Den første mascara produktet blev opfundet af Eugene Rimmel i det 19. århundrede. Ordet "rimmel" betyder "mascara" på flere sprog, herunder portugisisk (rímel), tyrkisk (rimel), rumænsk (rimel), hollandsk (rimel), persisk (rimel) osv.
Ordet mascara stammer fra det italienske maschera, hvilket betyder "maske" fra latin masca eller arabisk maskhara eller fra old-occitansk masco. Moderne mascara blev opfundet i 1913 af en kemiker ved navn T.L. Williams til sin søster, Mabel. Myten melder at Mabel var forelsket og Williams ville hjælpe hende med at få fat i hendes udkårende. Denne tidlige mascara var fremstillet af brændbart støv blandet med vaseline. Produktet blev en succes med Mabel, og Williams begyndte at sælge sine nye produkt via postordre. Hans selskab Maybelline, hvis navn er en kombination af søsterens navn og vaseline, blev i sidste ende et stort kosmetikselskab.
Den moderne tube og wand applikator solgte bedre på markedet end de gamle "cake" mascara. Max Factor var de første til at oprette en mascara med et håndtag, anvendelsesmetoder i produktet rør, der startede den moderne mascara produkter som er tilgængelige i dag.